# Клеванцово
Клеванцово — деревня в Островском районе Костромской области. Административный центр Клеванцовского сельского поселения.

## География
Деревня расположена в южной части Костромской области, на расстоянии примерно 13 км (по прямой) к востоку от посёлка Островское, административного центра района.
Часовой пояс
Деревня Клеванцово как и вся Костромская область, находится в часовой зоне МСК (московское время). Смещение применяемого времени относительно UTC составляет +3:00.

## Население
| 2008 | 2010 | 2014 |
| ---- | ---- | ---- |
| 342  | ↘318 | ↗356 |

Национальный состав
Согласно результатам переписи 2002 года, в национальной структуре населения русские составляли 100 % из 383 чел.